# Die Schweiz in den Vereinten Nationen
Die Schweiz ist seit dem 10. September 2002 Mitglied der Vereinten Nationen. Zahlreiche UNO-Organisationen hatten schon lange zuvor ihren Sitz in der Schweiz, vor allem in Genf. Die Schweiz bleibt auch als UNO-Mitglied neutral.

## Die Schweiz als UNO-Gastgeber
Historisch gesehen ist die Schweiz die Wiege der UNO, da der UNO-Vorgänger, der Völkerbund, während seines Bestehens zwischen 1920 und 1946 seinen Sitz in Genf hatte.
Folgende Organisationen der Vereinten Nationen haben gegenwärtig ihren Sitz in der Schweiz:
- Europa-Sitz der UNO
- Internationale Arbeitsorganisation (ILO)
- Internationales Rechenzentrum (ICC)
- Internationale Fernmeldeunion (ITU)
- Hochkommissar für Flüchtlinge (UNHCR)
- Weltgesundheitsorganisation (WHO)
- Weltorganisation für Meteorologie (WMO)
- Weltorganisation für geistiges Eigentum (WIPO)
- Weltpostverein (UPU)

## Der Beitritt zur UNO
Ein «Beitritt zu Organisationen für kollektive Sicherheit oder zu supranationalen Gemeinschaften» muss in der Schweiz der Volksabstimmung unterbreitet werden (Art. 140 Abs. 1 Bst. b BV, obligatorisches Staatsvertragsreferendum). Die Schweiz ist somit das einzige Land, das per Volksbeschluss den Vereinten Nationen beigetreten ist.

### Die erste UNO-Abstimmung 1986

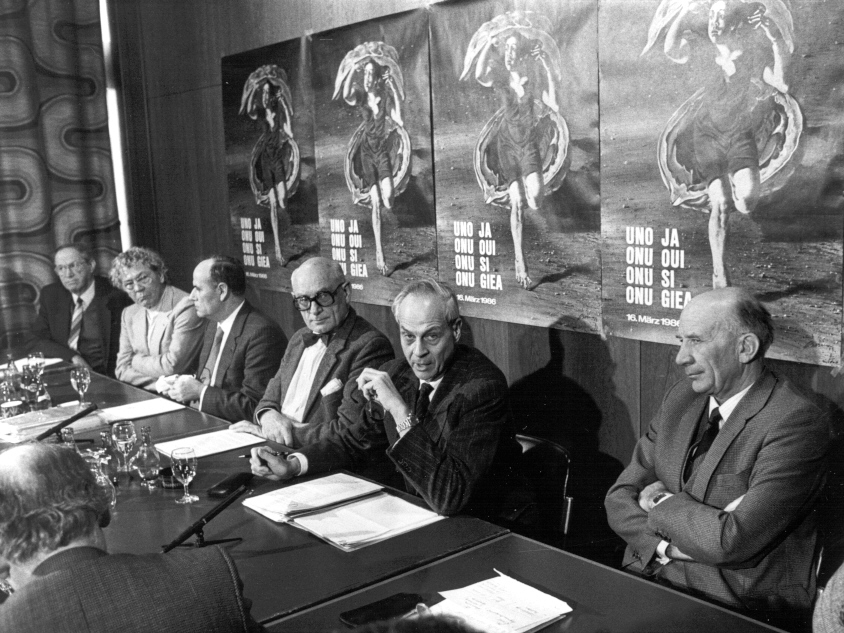
Pressekonferenz für einen Beitritt, mit dem Künstler Hans Erni, der das Plakat gestaltet hatte (2. von links) und den Politikern Peter Sager, Rudolf Friedrich und Franz Muheim (4. bis 6. von links)

Am 16. März 1986 fand die Volksabstimmung über den Bundesbeschluss vom 14. Dezember 1984 über den Beitritt der Schweiz zur Organisation der Vereinten Nationen statt. Mit einer Stimmbeteiligung von 51 % und einem Nein-Anteil von 75,7 % (und einem Nein aller Stände) wurde die Vorlage abgelehnt.

#### Pro-Argumente
Seit Ende der 1970er-Jahre setzte sich der Bundesrat für einen UNO-Beitritt der Schweiz ein. Am 21. Dezember 1981 unterbreitete er der Bundesversammlung den Entwurf des Bundesbeschlusses für den Beitritt. In der erläuternden Botschaft führte er folgende Pro-Argumente an:
- Normalisierung, Festigung und Ausbau der Beziehungen zur Staatengemeinschaft
- Mitspracherecht bei wichtigen internationalen Problemen
- die Schweiz darf sich als Mitverantwortliche nicht vor der Lösungsfindung dispensieren
- mehr Solidarität mit der übrigen Welt
- ein Beitritt ist mit der traditionellen Neutralität vereinbar

#### Contra-Argumente
Viele Beitrittsgegner führten als Hauptargument den Verlust der traditionellen Neutralität der Schweiz an. Es existierte die Angst, dass nach einem UNO-Beitritt Schweizer Soldaten als Blauhelme in fremden Kriegen eingesetzt werden könnten.

#### Abstimmungsergebnisse

Ergebnisse nach Kantonen

Ergebnisse nach Kantonen

| Kanton           | Stimm- berechtigte | Abstimmende | Stimm- beteiligung | Stimmen | Stimmen   | Prozent | Prozent |
| Kanton           | Stimm- berechtigte | Abstimmende | Stimm- beteiligung | Ja      | Nein      | Ja      | Nein    |
| ---------------- | ------------------ | ----------- | ------------------ | ------- | --------- | ------- | ------- |
| Zürich           | 732'628            | 400'155     | 54,62              | 113'989 | 282'665   | 28,7    | 71,3    |
| Bern             | 639'123            | 328'614     | 51,42              | 74'434  | 251'936   | 22,8    | 77,2    |
| Luzern           | 200'663            | 114'986     | 57,30              | 22'544  | 91'999    | 19,7    | 80,3    |
| Uri              | 23'160             | 12'027      | 51,93              | 2'172   | 9'720     | 18,3    | 81,7    |
| Schwyz           | 66'310             | 33'364      | 50,32              | 5'193   | 28'079    | 15,6    | 84,4    |
| Obwalden         | 18'230             | 11'367      | 62,35              | 1'797   | 9'469     | 16,0    | 84,0    |
| Nidwalden        | 21'510             | 12'616      | 58,65              | 1'880   | 10'641    | 15,0    | 85,0    |
| Glarus           | 23'269             | 14'921      | 64,12              | 2'377   | 12'458    | 16,0    | 84,0    |
| Zug              | 50'737             | 31'387      | 61,86              | 6'801   | 24'307    | 21,9    | 78,1    |
| Freiburg         | 127'484            | 63'512      | 49,82              | 14'355  | 48'478    | 22,8    | 77,2    |
| Solothurn        | 147'668            | 86'299      | 58,44              | 19'308  | 66'384    | 22,5    | 77,5    |
| Basel-Stadt      | 136'214            | 64'784      | 47,56              | 23'121  | 41'157    | 36,0    | 64,0    |
| Basel-Landschaft | 149'137            | 77'774      | 52,15              | 25'312  | 51'741    | 32,9    | 67,1    |
| Schaffhausen     | 45'667             | 34'461      | 75,46              | 7'293   | 26'088    | 21,8    | 78,2    |
| Appenzell A.-Rh. | 32'132             | 17'584      | 54,72              | 3'033   | 14'455    | 17,3    | 82,7    |
| Appenzell I.-Rh. | 8'882              | 5'059       | 56,96              | 539     | 4'501     | 10,7    | 89,3    |
| St. Gallen       | 252'756            | 129'181     | 51,11              | 24'709  | 103'735   | 19,2    | 80,8    |
| Graubünden       | 110'659            | 47'752      | 43,15              | 10'784  | 36'563    | 22,8    | 77,2    |
| Aargau           | 298'849            | 147'260     | 49,28              | 26'729  | 119'873   | 18,2    | 81,8    |
| Thurgau          | 117'417            | 68'584      | 58,41              | 12'012  | 55'930    | 17,7    | 82,3    |
| Tessin           | 164'266            | 70'648      | 43,01              | 23'947  | 45'563    | 34,5    | 65,5    |
| Waadt            | 328'959            | 134'220     | 40,80              | 33'650  | 99'668    | 25,2    | 74,8    |
| Wallis           | 151'529            | 65'516      | 43,24              | 10'979  | 53'933    | 16,9    | 83,1    |
| Neuenburg        | 98'258             | 44'310      | 45,10              | 12'030  | 31'824    | 27,4    | 72,6    |
| Genf             | 191'638            | 88'018      | 45,93              | 26'464  | 60'666    | 30,4    | 69,6    |
| Jura             | 43'234             | 15'731      | 36,39              | 6'261   | 9'317     | 40,2    | 59,8    |
| Schweiz          | 4'180'379          | 2'120'130   | 50,72              | 511'713 | 1'591'150 | 24,3    | 75,7    |

### Die zweite UNO-Abstimmung 2002
In der Volksabstimmung vom 3. März 2002 ist bei einer Stimmbeteiligung von 57,6 % der UNO-Beitritt mit 54,6 % Ja-Stimmen angenommen worden. Gegenstand der Abstimmung war anders als bei der ersten Vorlage nicht eine Vorlage der Bundesversammlung, sondern eine Volksinitiative, welche den Beitritt der Schweiz zur UNO in Art. 197 Ziff. 1 BV verankerte. Zwölf Kantone befürworteten die Vorlage, elf lehnten sie ab.

#### Pro-Argumente
Die Schweiz zahlt der UNO viel Geld, kann aber nicht mitentscheiden oder mitgestalten.

#### Contra-Argumente
Die oft genannten «Vorteile» wie Mitentscheidungs- und Mitgestaltungsrecht verlieren ihre Wirkung angesichts der Stärke der fünf Vetomächte.
Das Contra-Argument von 1986, wonach die Schweiz mit einem Beitritt Soldaten ins Ausland entsenden müsse, war inzwischen hinfällig geworden, da mit der Beteiligung der Schweiz an der KFOR-Mission im Kosovo (Swisscoy) dies bereits Realität war. Zwei Volksabstimmungen am 10. Juni 2001 über fakultative Referenden hatten auch eine überraschend deutliche Zustimmung der Schweizer zu Friedensförderungseinsätzen der Armee und für die Ausbildungszusammenarbeit mit ausländischen Armeen gezeigt.

#### Abstimmungsergebnisse
| Kanton           | Stimm- berechtigte | Abstimmende | Stimm- beteiligung | Stimmen   | Stimmen   | Prozent | Prozent |
| Kanton           | Stimm- berechtigte | Abstimmende | Stimm- beteiligung | Ja        | Nein      | Ja      | Nein    |
| ---------------- | ------------------ | ----------- | ------------------ | --------- | --------- | ------- | ------- |
| Zürich           | 799'376            | 478'838     | 59,90              | 281'877   | 189'673   | 59,8    | 40,2    |
| Bern             | 679'161            | 390'991     | 57,57              | 219'081   | 169'096   | 56,4    | 43,6    |
| Luzern           | 234'381            | 155'413     | 66,31              | 79'085    | 74'522    | 51,5    | 48,5    |
| Uri              | 25'443             | 15'120      | 59,43              | 5'975     | 8'855     | 40,3    | 59,7    |
| Schwyz           | 87'810             | 60'237      | 68,60              | 22'702    | 35'609    | 38,9    | 61,1    |
| Obwalden         | 22'592             | 15'038      | 66,56              | 6'705     | 8'071     | 45,4    | 54,6    |
| Nidwalden        | 27'687             | 19'106      | 69,01              | 8'691     | 10'017    | 46,5    | 53,5    |
| Glarus           | 24'669             | 14'727      | 59,70              | 5'826     | 8'822     | 39,8    | 60,2    |
| Zug              | 65'997             | 44'708      | 67,74              | 24'527    | 19'916    | 55,2    | 44,8    |
| Freiburg         | 161'179            | 90'200      | 55,96              | 52'490    | 36'250    | 59,2    | 40,8    |
| Solothurn        | 164'662            | 101'022     | 61,35              | 53'074    | 47'325    | 52,9    | 47,1    |
| Basel-Stadt      | 117'782            | 74'200      | 63,00              | 47'302    | 26'468    | 64,1    | 35,9    |
| Basel-Landschaft | 177'060            | 105'194     | 59,41              | 61'192    | 42'811    | 58,8    | 41,2    |
| Schaffhausen     | 48'217             | 35'009      | 72,61              | 15'532    | 18'654    | 45,4    | 54,6    |
| Appenzell A.-Rh. | 35'751             | 23'760      | 66,46              | 10'739    | 12'881    | 45,5    | 54,5    |
| Appenzell I.-Rh. | 10'092             | 6'676       | 66,15              | 2'157     | 4'486     | 32,5    | 67,5    |
| St. Gallen       | 287'615            | 177'793     | 61,82              | 82'334    | 94'796    | 46,5    | 53,5    |
| Graubünden       | 129'005            | 72'076      | 55,87              | 32'305    | 38'572    | 45,6    | 54,4    |
| Aargau           | 357'968            | 208'083     | 58,13              | 101'277   | 105'892   | 48,9    | 51,1    |
| Thurgau          | 143'784            | 84'274      | 58,61              | 35'572    | 46'736    | 43,2    | 56,8    |
| Tessin           | 196'785            | 97'918      | 49,76              | 39'913    | 56'720    | 41,3    | 58,7    |
| Waadt            | 369'687            | 171'786     | 46,47              | 107'584   | 61'747    | 63,5    | 36,5    |
| Wallis           | 186'278            | 91'942      | 49,36              | 46'786    | 44'088    | 51,5    | 48,5    |
| Neuenburg        | 104'456            | 68'738      | 65,81              | 44'272    | 23'596    | 65,2    | 34,8    |
| Genf             | 215'860            | 130'228     | 60,33              | 86'014    | 42'619    | 66,9    | 33,1    |
| Jura             | 48'023             | 25'848      | 53,82              | 16'098    | 9'407     | 63,1    | 36,9    |
| Schweiz          | 4'721'320          | 2'758'925   | 58,44              | 1'489'110 | 1'237'629 | 54,6    | 45,4    |

## Beteiligung an der UNO

### Vor dem Beitritt
Die Schweiz wurde 1945, wie auch die anderen im Zweiten Weltkrieg neutral gebliebenen Staaten, nicht an der Konferenz von San Francisco zur Gründung der UNO beteiligt.
Allerdings wurde die Eidgenossenschaft ab 1948 bis zu ihrem Beitritt zur UNO im Jahr 2002 Beobachterin bei den Hauptorganen der Vereinten Nationen. Ebenfalls war sie bereits Mitglied aller UNO-Spezialorganisationen, vieler Fonds, Programme und Institute.
Seit 1953 arbeiten Schweizer in der Waffenstillstandskommission in Korea (heute fünf Schweizer in der Joint Security Area). Auch sind sie als Militärbeobachter oder Gelbmützen in Ägypten, im Kongo, im Nahen Osten, auf Zypern, in der Westsahara und in Namibia. Von der Schweiz wurde dort vor allem personelle, materielle und finanzielle Hilfe geleistet, insbesondere durch logistische Unterstützung zur Verbesserung der Transport- und medizinischen Kapazitäten.
Im Kosovo war die Schweiz mit der Swisscoy vertreten, die logistische Unterstützung des österreichischen Bataillons AUCON in den Bereichen Lagerbau/Genie, Verpflegung, Trinkwasseraufbereitung, Spezialtransporte und Sanität lieferte.
Im Bereich des Umweltschutzes war die Schweiz von 1996 bis 1999 Mitglied der Kommission der Vereinten Nationen für Nachhaltige Entwicklung (CSD) und hatte 1997 deren Präsidentschaft.

### Seit dem Beitritt

#### Frieden und Sicherheit
Neben dem jährlichen Rapport im 1. Ausschuss der Generalversammlung hat die Schweiz alle ihr zugänglichen multilateralen Rüstungskontroll- und Abrüstungsabkommen unterzeichnet und ratifiziert. Schweizer Experten haben an zahlreichen UNSCOM-Missionen teilgenommen und diese zum Teil geleitet. Das AC-Laboratorium Spiez ist eines der Referenzlabors der UNO für chemische Analysen. Die Schweiz ist Mitglied der Internationalen Atomenergieorganisation (IAEO) und der Organisation für das Verbot chemischer Waffen (OPCW). Sie wird durch deren Inspektoren auch selbst inspiziert. Sie arbeitet mit in der Vorbereitungskommission der künftigen Organisation des Vertrags über das umfassende Verbot von Nuklearversuchen (CTBTO) und stellt eine seismische Station für deren globales Überwachungssystem zur Verfügung. Sie enthielt sich bei der Abstimmung der UN-Generalversammlung 2016 über die Aufnahme von Verhandlungen zu einem Atomwaffenverbotsvertrag, nimmt aber an diesen teil.
Rund 35 Schweizerinnen und Schweizer sind für die UNO in Georgien, im Kosovo, im Nahen Osten, im Kongo und in Äthiopien/Eritrea tätig. Auch übernehmen Schweizer oft Vermittlungsaufgaben für die UNO. Finanziell beteiligt sich die Schweiz an den Themen Präventivdiplomatie, der Kontrolle von Kleinwaffen oder der Kindersoldaten. Auch ist sie oft Gastland von Treffen im Zusammenhang mit der UNO.
Im Zusammenhang mit der Bekämpfung des internationalen Terrorismus hat die Schweiz an der Erarbeitung von vierzig Empfehlungen der Arbeitsgruppe «Finanzielle Massnahmen gegen die Geldwäsche» (FATF) mitgewirkt.
Die UNHCR und die UNRWA werden von der Schweiz nicht nur mitfinanziert, sondern auch durch Schweizer Flüchtlingsexperten unterstützt.

#### Entwicklungs- und humanitäre Hilfe
Die Schweiz zählt zu den zwölf wichtigsten Geldgebern der gesamten UNO-Entwicklungsaktivitäten. Unterstützt werden hauptsächlich
- das Entwicklungsprogramm UNDP,
- das UNO-Hochkommissariat für Flüchtlinge UNHCR,
- das Welternährungsprogramm WFP,
- das Kinderhilfswerk der UNO UNICEF und
- der Bevölkerungsfonds der UNO UNFPA.

#### Umwelt
Die Schweiz ist Vertragspartei aller wichtigen internationalen Umweltübereinkommen und wirkt in deren Gremien aktiv mit. Bergbelange wurden auf Initiative der Schweiz in den Aktionsplan (Agenda 21) aufgenommen.

#### Internationales Recht
Die Kodifizierung und die Entwicklung des Völkerrechts gehören zu den vorrangigen Aktivitäten der Schweiz in der UNO. Sie nimmt an den Verhandlungen der 6. Kommission der Generalversammlung teil und kann die Wahl der Themen mitbestimmen, die Gegenstand von Kodifizierungen sind. Durch die Initiative zur Weiterentwicklung des internationalen Rechts in Sachen Wirtschaftskriminalität, Korruption und Geldwäscherei will die Schweiz dem Vorwurf begegnen, ihr würde es auf diesem Gebiet an internationaler Solidarität fehlen. Die Schweiz kann sich auch rühmen, eine Tradition von grossen Völkerrechtlern zu besitzen, die bis auf Emer de Vattel, einen der Begründer des Völkerrechts, zurückgeht.
Im Laufe der letzten 20 Jahre hat die Schweiz nach und nach die wichtigsten Abkommen zum Schutz der Menschenrechte ratifiziert. Sie ist Mitglied der Dritten Kommission der Generalversammlung in New York und der Menschenrechtskommission in Genf. Letzterer kann sie auf eigene Initiative rechtliche und politische Textentwürfe unterbreiten. Sie entsendet Beobachter für UNO-Missionen vor Ort.

#### Mitglied des UNO-Sicherheitsrates
In den Jahren 2023 und 2024 war die Schweiz ein nichtständiges Mitglied des UNO-Sicherheitsrates, vertreten durch Botschafterin Pascale Baeriswyl. Die Schweiz stand dem Rat zweimal vor, im Mai 2023 und im Oktober 2024.

#### Mitglied des UNO-Menschenrechtsrates
2024 wurde die Schweiz zum vierten Mal in den UNO-Menschenrechtsrat gewählt und nimmt dort von Januar 2025 bis Ende 2027 Einsitz.